# Linda Seger
Linda Seger (Peshtigo, Wisconsin, 27 de agosto de 1945) es una guionista y consultora de guiones estadounidense.

## Biografía
Linda Seger realizó un Bachiller en artes en Colorado College, y una maestría en artes en la Northwestern University. Su tesis doctoral versó sobre la obra The visit, de Friedrich Durrenmatt, y su exploración sobre cómo el drama comunica valores e ideas.
Linda Seger comenzó su carrera como consultora de guiones en 1983, siguiendo un sistema propio de análisis que ella misma desarrolló como parte de su tesis doctoral. Entre sus clientes se incluyen Ray Bradbury, Metro Goldwyn Mayer, Tony Bill, Guber-Peters Television, Charles Fries, Linda Lavin y Dave Bell.Desde entonces y hasta 2021, ha consultado sobre más de 2000 guiones y ha presentado seminarios de escritura de guiones en más de treinta países de todo el mundo.
Ha impartido seminarios para la ABC, CBS, Embassy Television y para Academias de Cine y Televisión en diversos países, como Australia, Nueva Zelanda, Italia, Gran Bretaña y la URSS, además de Estados Unidos.
Ha trabajado también como consultora de más de una decena de proyectos de televisión (siete de los cuales fueron nominados para los premios de la academia) y de cerca de una docena de películas, entre las que destacan Flores en el ático (Jeffrey Bloomy, 1987) y Romero (John Duigan, 1987).
Asimismo, es autora de renombre en su país. Su libro Cómo convertir un buen guion en un guion excelente —publicado en diciembre de 1987—, se convirtió en un best-seller de su especialidad, alcanzando ocho ediciones en apenas dos años. Posteriormente han aparecido publicados: Cómo crear personajes inolvidables, —julio de 1990—; From script to screen, Making a good writer great y When women call the shots.